# 스무드 재즈
스무드 재즈(영어: Smooth jazz)는 1980년대 미국의 라디오 방송국이 사용하기 시작한 퓨전 스타일의 하나로, 퓨전, 팝 재즈의 흐름에서 파생된 재즈 스타일이다.

## 같이 보기
- 소피스티 팝